# Felipe Pirela
Felipe Antonio Pirela Morón (* 4. September 1941 in Maracaibo; † 2. Juli 1972 in San Juan), genannt „El bolerista de América“, war ein venezolanischer Sänger.
Bereits 1954 gründete Pirela mit zwei Geschwistern und Freunden die Band Los Happy Boys, mit der er in Bars und Clubs seiner Heimatstadt spielte. 1958 trat er in der Fernsehsendung La Puerta de la Fama mit dem Orchester von Juanito Arteta auf, 1959 wurde er Sänger in Jorge Beltráns Los Peniques, wo er u. a. die Sänger Victor Piñero, Chico Salas, Ada Vizuet und Tony Izaguirre kennenlernte.
1960 engagierte ihn Billo Frómeta für seine Billo’s Caracas Boys, mit denen er zahlreiche Auftritte hatte und Plattenaufnahmen realisierte. 1963 trennte er sich von Frometas Orchester und schloss einen Vertrag mit José Pagés Label Velvet und nahm für dieses mit Chucho Rodríguez’ Orchester in Mexiko seine erste LP mit dem Titel Un solo Camino: México auf. Diese brachte ihm den Titel  El Bolerista de América ein.
Es folgten Konzertreisen durch Lateinamerika und die USA, Auftritte im Rundfunk, Fernsehen und Film sowie viele weitere Plattenaufnahmen.
Am 2. Juli 1972 wurde Pirela wegen Drogenschulden von einem Dealer ermordet.
Bis dahin nahm er fast 300 Lieder auf 41 Schallplatten auf. Sein Leben wurde Gegenstand des Theaterstücks mit Gesang La última voluntad de Felipe Pirela von Paúl Salazar Rivas.